# Kong Suders Høj
Kong Suders Høj (auch Topshøj genannt) ist ein West-Ost orientierter, rechteckiger Langhügel in der Topshøj Mark, südlich des Sorø Sø (See) auf der dänischen Insel Seeland. Das Vorzeitdenkmal ist eine Anlage der Trichterbecherkultur (TBK). Es entstand zwischen 3500 und 2800 v. Chr.

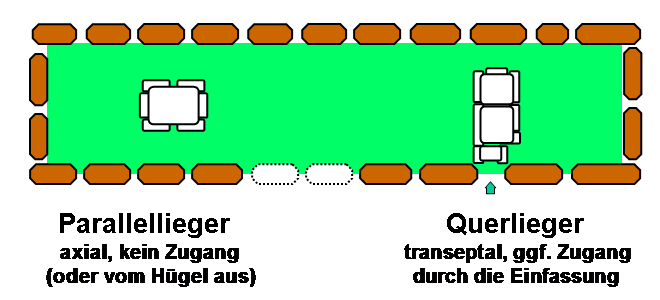
Die Lage des Dolmens im Hünenbett entspricht der schematischen Darstellung links (Parallellieger)

Das von 75 Randsteinen gefasste, Ost-West orientierte Hünenbett ist 10,0 m lang und 7,0 m breit. Im Zentrum des Hügels liegt ein Dolmen, dessen rechteckige Kammer als Parallellieger im Hügel liegt. Sie ist 1,4 m lang, 0,9 m breit und 1,0 m hoch und besteht aus vier Tragsteinen (einem Endstein, einem großen Seitenstein im Norden und zwei kleineren im Süden). Am östlichen Ende der Kammer liegt ein Schwellenstein zwischen den Tragsteinen. Hier schließt ein 1,3 m langer Gang aus zwei erhaltenen Tragsteinen pro Seite an.
Mythische Königsnamen verknüpfen sich auch an anderen Orten Dänemarks mit vorzeitlichen Denkmälern:
- Kong Asger Høj (auf Møn),
- Kong Grøns Høj, Kong Svends Høj (alle auf Lolland),
- Kong Humbles Grav, Kong Holms Høj, Kong Renes Høj (alle auf Langeland),
- Kong Lavses Grav (auf Lyø)
- Kong Knaps Dige (eine Wallanlage), Kong Lavses Grav, Kong Rans Høj (alle auf Jütland),
- Kong Dyves Sten, Kong Haralds Dysse, Kong Øres Grav, Kong Skjolds Høj, Kong Slags Dysse und Kong Svends Høj (ein Hügelgrab – alle auf Seeland).